# Вовк, Наталия Ефимовна
Наталия Ефимовна Вовк (укр. Вовк Наталія Юхимівна; 1 [13] октября 1896, Веселиновка, Полтавская губерния — 16 октября 1970, Киев) — украинская советская мастерица ковроткачества.

## Биография
Наталия (Наталка) Вовк родилась 1 (13) октября 1896 года в селе Скопцы Полтавской губернии (ныне село Веселиновка Киевской области Украины). В 1910 году в её родном селе, в имении помещицы А. В. Семиградовой была организована учебно-показательная ковровая мастерская, которую возглавила профессиональная художница Е. И. Прибыльская. Наталия Вовк поступила в эту мастерскую в 1910 году. До 1935 года работала в родном селе.
В 1935 году переехала в Киев. С 1935 по 1957 год преподавала в художественно-экспериментальных мастерских на территории Киево-Печерской лавры. Мастерски владела техникой ковроделия и ткацким станком. Первая на Украине выткала гобелен (в ноябре 1935 года). Усовершенствовала технику украинского народного ковра-килима. Воспитала десятки украинских мастериц ковроткачества, среди которых Мария Щур, Фросина (Приська) Иванец и Ганна Сависько. Умерла в Киеве 16 октября 1970 года.
В числе первых стала изготавливать сюжетные реалистичные ковры по картинам профессиональных художников. Среди работ Натальи Вовк множество портретных и тематических ковров. Работы Натальи Вовк находятся в собраниях Государственного музея декоративного украинского искусства, Национального музея Тараса Шевченко, Национального музея во Львове на Украине.
Главным в творчестве Натальи Вовк Большая советская энциклопедия называет «уменье не только передать в ткани замысел художника, но и согласовать этот замысел с требованиями монументального искусства тематического ковроткачества, а также тонкое колористическое мастерство».

## Работы

Гобелен «К. Е. Ворошилов и С. М. Будённый принимают парад Красного казачества»

- «В. И. Ленин» (1935, совместно с М. Щур и А. Сависько, по эскизу И. И. Падалки; музей В. И. Ленина в Москве[6])
- «Сбор яблок» (1935[1], совместно с М. Щур и А. Сависько[7])
- «К. Е. Ворошилов и С. М. Будённый принимают парад Красного казачества» (1936, 3,85×5 м, совместно с М. Щур, П. Иванец, Т. Иваницкой, М. Пономаренко, Г. Малыш, М. Кульгой[8], по эскизу Д. М. Шавыкина[укр.])[1]
- «Ленин и Днепрогэс» (1936, с соавторами, по эскизу И. И. Падалки)[1]
- «И. В. Сталин среди народа» (1937, 4,95×3,75 м, совместно с М. Щур, П. Иванец, Т. Иваницкой, Г. Малыш, М. Кульгой, М. Пономаренко, О. Домброван)[8]
- «Т. Г. Шевченко» (1938)[1]
- «В. И. Ленин и И. В. Сталин в Октябре» (1941, совместно с Т. Сухиной, М. Глушко и К. Кузьменко)[9]
- «В. И. Ленин и И. В. Сталин» (1949, совместно с М. Головатенко, Н. Стародуб, Н. Чабан)[10]
- «300-летие воссоединения Украины с Россией» (1954)[2]

## Награды и звания
- Заслуженный мастер народного искусства УССР (1936)[2]